# آوازیبایی‌شناسی
به مطالعه خوش‌آهنگی یا بدآهنگی حروف باصدا و بی‌صدا در واژه‌ها آوازیبایی‌شناسی (به انگلیسی: Phoneesthetics، در آمریکای شمالی: Phonesthetics) می‌گویند.
برای نمونه در زبان فارسی واژه‌هایی دارای حروف پ و ژ و گ از سوی گروهی از گویشوران به عنوان خوشایند حس می‌شود.

## در انگلیسی
این اصطلاح در زبان انگلیسی برای اولین بار شاید توسط جی. آر. آر. تالکین در اواسط قرن بیستم و مشتق شده از واژه‌های یونانی φωνή (آوا) و αἰσθητική (زیبایی‌شناسی) استفاده گردید.
آواشناسی به عنوان یک رشته مطالعاتی نوپا و وابسته به‌طرز تفکر شخص باقی مانده و بدون هیچ تعریف علمی یا غیررسمی رسمی است. امروزه بیشتر به‌عنوان شاخه‌ای حاشیه‌ای از روان‌شناسی، آواشناسی یا سخن‌شناسی وجود دارد.
به‌طور گسترده‌تر، دیوید کریستال، زبان‌شناس بریتانیایی، آواشناسی را مطالعه «phonaesthesia» (یعنی نمادگرایی صدا و تم‌های آوایی) می‌داند. نه فقط کلمات، بلکه حتی ترکیب‌های صوتی معینی معنا خاص و مشخصی دارند. به عنوان مثال، او نشان می‌دهد که انگلیسی زبانان تمایل دارند ناخوشایند بودن را با صدای «sl-» در کلماتی مانند sleazy ,slime ,slug و slush مرتبط کنند یا تکرار بدون هیچ شکل خاصی را با «-tter» در کلماتی مانند chatter, glitter , chatter, flutter و shatter مرتبط می‌کنند.